# Joshua Dunkley-Smith
Joshua Dunkley-Smith (* 28. června 1989, Melbourne, Austrálie) je australský veslař. Byl členem posádky čtyřky bez kormidelníka, která na olympijských hrách 2012 získala stříbrnou medaili. Získal též bronzovou medaili na MS 2010 na osmě a na MS 2011 na čtyřce bez kormidelníka.